# Séron

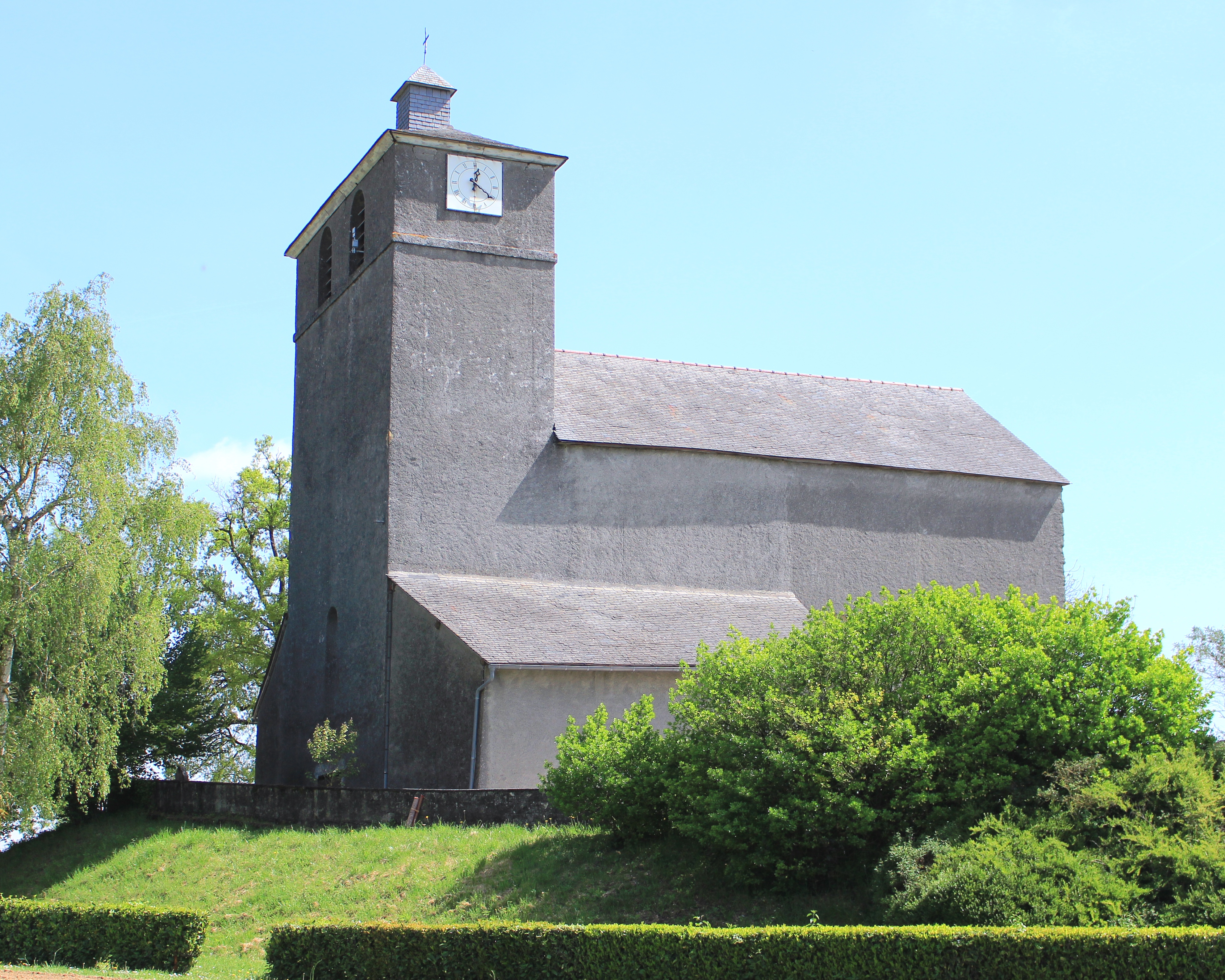
Kirche Saint-Michel

Séron [seʁɔ̃] ist eine südfranzösische Gemeinde im Pyrenäenvorland mit 331 Einwohnern (Stand 1. Januar 2022) in der Region Okzitanien. Die Gemeinde gehörte zur historischen Grafschaft Bigorre, ist aber eine Exklave des Départements Hautes-Pyrénées auf dem Gebiet des westlich anschließenden Départements Pyrénées-Atlantiques in der historischen Landschaft des Béarn.

## Lage und Klima
Die Gemeinde Séron liegt im Pyrenäenvorland in einer Höhe von ca. 310 m. Die nächstgelegene Stadt Tarbes liegt ca. 25 km südöstlich. Das Klima ist gemäßigt bis warm; Regen (ca. 885 mm/Jahr) fällt hauptsächlich im Winterhalbjahr.

## Bevölkerungsentwicklung
| Jahr      | 1800 | 1851 | 1901 | 1954 | 1999 | 2016 |
| --------- | ---- | ---- | ---- | ---- | ---- | ---- |
| Einwohner | 256  | 496  | 414  | 248  | 223  | 328  |

Wegen der durch die Reblauskrise im Weinbau ausgelösten Landflucht zu Beginn des 20. Jahrhunderts und der zunehmenden Mechanisierung der Landwirtschaft ging die Einwohnerzahl der Gemeinde seit den 1920er Jahren deutlich zurück.

## Wirtschaft
Die Gemeinde ist nahezu flach und ausschließlich landwirtschaftlich orientiert.

## Geschichte
Séron gehört wahrscheinlich schon seit dem 9. oder 10. Jahrhundert zur ehemaligen Grafschaft Bigorre. Die geografische Sonderstellung als Exklave blieb eigenartigerweise auch während der territorialen Neuordnung des französischen Staatsgebiets in der Zeit der Französischen Revolution bestehen.

## Sehenswürdigkeiten
Die Église Saint-Michel steht auf einem von Menschenhand aufgeschütteten Hügel (motte), der möglicherweise zu einer kleinen mittelalterlichen Burg gehörte. Nach einem im Jahr 1575 von den Hugenotten verursachten Brand wurde die Kirche wiederaufgebaut; ihr heutiges Erscheinungsbild stammt jedoch erst aus dem 19. Jahrhundert.